# Падун Володимир Макарович
Падун Володимир Макарович (25 червня 1942, с. Плавні Запорізька область — 21 вересня 2016, Дніпро Дніпропетровська область) — український живописець. Працював в галузі станкового живопису. Збирач творів народного мистецтва. Член Національної спілки художників України (1990).

## Життєпис
Народився в бідній сім'ї робочого, що складалась з батьків, двох старших сестер. Початок життя Володимир провів повністю відчувши на собі всю тяжкість післявоєнного голоду. Із самого дитинства йому приходилось важно працювати досягаючи всього власними силами.
Володимир закінчив 8 класів загальноосвітньої школи, після чого, бувши ще неповнолітнім, пішов працювати на трамвайній колії в м. Запоріжжя. Паралельно він грав у духовому оркестрі, трамвайного парку де підпрацьовував на парадах. Проте це не було тим чого прагнув майбутній митець, тому згодом він пішов навчатись до художньої ізостудії де провчився місяць. А після цього його відразу запросили працювати художником-декоратором у театр Щорса. Це було початком його творчого шляху.  Покинувши ізостудію Володимир Макарович почав брати звідти гіпси та продовжив практикуватися вже в театрі, після роботи. Він часто малював інших працівників, робив замальовки та начерки, відточуючи майстерність. Там він пропрацював 2 роки.
1962 року Володимира забрали до армії де він прослужив 2 роки в м. Болград, Одеської області, полковим художником. В 1964 році поступає в Дніпропетровське художнє училище.  До навчання ставився дуже серйозно, виконував всі завдання, багато малював, виступав від імені училища на різноманітних змаганнях та конкурсах. Той період відзначився великим ростом художньої майстерності майбутнього митця.
Після закінчення училища і маючи відмінні оцінки по спец. предметам, Падун отримав характеристику-направлення у вищий навчальний заклад.  Тому, того ж року він поїхав до Петербургу поступати у вище художнє училище ім. Мухіної (Санкт-Петербурзька державна художньо-промислова академія імені О. Л. Штігліца) на факультет монументального живопису, де провчився рік. Проте тоді художник стояв на роздоріжжі — йти вчитись далі в училищі чи піти по своїй дорозі, бо на той момент у нього вже була готова особиста програма. Він хотів вивчати Україну. І врешті-решт Володимир обрав самоосвіту. З часом, на 500-річчя козацтва, художник склав присягу на могилі Сірка і поступив у низове козацьке братство.

На той момент В. Падун вже жив у цивільному шлюбі зі своєю майбутньою дружиною Пінусовою Ніною Трохимівною, яка значуще вплинула в подальшому на формування Володимира як художника. Допомагаючи йому у всіх починаннях, Ніна Трохимівна була для Володимира головною опорою, яка вивела його до вершин. 1968 року, закінчивши Дніпропетровське художнє училище, у подружжя народився син Володимир і Падун був вимушений піти працювати по направленню у конструкторське бюро. В той період він познайомився з такими художниками як Валерій Гречаний, Євген Диркач і Олександр Самійленко. Вони разом ходили на етюди в Ігрені, внаслідок чого кожен з них формувався у своєму особистому напрямі, а згодом їх почали називати «Ігренська школа». Саме тоді В. Падун каже що став художником, ось що він сам говорить про це:
«Коли я показав свої роботи Гречаному, він сказав мені: „Викинь усіх художників із голови і малюй на враження…“ Після цього я перестав працювати мозком і став користуватися враженням. Поміняв техніку, і почав шукати засоби, якими ці враження буду реалізовувати. Так я за місяць став художником».
Вперше В. Падун був прийнятий на виставку 1970 року, зі своєю роботою «Засушена воля» — сухий будяк на тлі козацької могили. Цього ж року в нього народилась донька Віра. Саме ця робота і стала його дебютом. Проте після цієї виставки роботи художника перестали приймати на довгі двадцять років, які супроводжувалися постійним переслідуванням з боку радянської влади, аж до самої незалежності України. 
Всі ці роки В. Падун наполегливо і цілеспрямовано продовжував вивчати Україну, не зважаючи на переслідування і тиск. За ці двадцять років, супроводжених невпинним малюванням і самовдосконаленням митець піднявся на новий рівень. Його роботи вирізнялись серед інших своїм насиченим колоритом Української природи. Яскраві кольори чітко і гармонічно підкреслювали любов митця до своєї батьківщини. В них Падун В. М. відображав Україну в цілому, її фольклор, пластику, колорит, і все це привело до синтезу і винаходу його своєрідної, особистої мови письма.  Він йшов до поставленої собі тематики — «Мовність нашого краю в образотворчому мистецтві».

## Творчість
Основні твори: «Червоний собор» (1975), «Пливе човен» (1975), «Могилевська груша» (1982), «Соняхи» (1982), «Біля озера» (1982).
Володіє чудовою колекцією рідкісних творів корифеїв петриківського декоративного розпису.
Творчість В. Падуна має два періоди: «пейзажний», та «смугастий».
Картини «Пейзажного періоду» були написані переважно на картоні та папері, за браком коштів. Для написання Володимир використовував олійні фарби, акварель, акрил. Це період  початку пізнання художником світу, тому на його роботах в основному зображено Запорізькі та Дніпропетровські мотиви, які Падун знаходив під час своїх подорожей по степу та селах.

Основні твори цього періоду: «Одинківський амфітеатр» (1985), «Соняхи» (1982), «Козачки під рожею» (1977).

Зародження «Смугастого періоду». Мотив очерету наводив художника на ідею створення нової мови письма. Він нагадував вертикальні смужки, спершу вони просто хилились на полотні під тиском вітру, а згодом рішення почало використовуватись більш свідомо. Роботи ускладнились сильнішим ритмом, а колорит змінився з ближчого до натури, на особливий, більш своєрідний, узагальнений і схематичний. Так автор почав переходити на новий рівень своєї творчості.
«…Виходячи з дому з етюдником я побачив як сушиться доріжка на дроті, повішена по горизонталі. І смужки ті запали мені в душу. І коли я побачив посадку, то бачив в ній вже ту саму доріжку…» 
Основні роботи цього періоду: «Степові стовпи» (1997), «Ліс» (1997), «Трисуття» (2011)
Виставки
З 1970 року бере участь у виставках.
- у Дніпропетровському художньому музеї (1990).
- на Міжнародному пленері у Словаччині (1997).
- персональна виставка у Львівському музеї етнографії та народного промислу (1989).
- ювілейна персональна виставка у залах Дніпропетровської організації Національної спілки художників України (2002).
- Роботи з його колекції склали основу виставки «Відкрита душа Петриківки» (1 вересня 2014, м. Дніпропетровськ)[3].
- 17 квітня 2013 р. — у приміщенні Центральної міської бібліотеки м. Дніпропетровська[4].
- 15 травня 2013 р.- у приміщенні спілки художників м. Дніпропетровська.
- Постійно діюча у приміщенні «ПриватБанку».

## Родина
Дружина Падун (до шлюбу Пінусова) Ніна Трохимівна.
Дочка Падун (у шлюбі Гончаренко) Віра Володимирівна.

## Віросповідання
Належав до Рідної Української Національної Віри, де мав сан волхва.

## Політика
Належав до Дніпропетровської міської організації ВО "Свобода". Балотувався від партії до Самарської районної ради в місті Дніпропетровськ на виборах до місцевих рад у 2010 році.